# Nico Weber (Musiker)
Nico Weber (* 5. November 1999 in Bobingen) ist ein deutscher Jazzmusiker (Trompete, Flügelhorn, Komposition).

## Wirken
Weber, der in Königsbrunn aufwuchs und mit 16 Jahren Mitglied der Bayerischen Jugend Brass Band der Bayerischen Brass Band Academy wurde, studierte seit 2018 Jazztrompete an der Hochschule für Musik und Theater München bei Claus Reichstaller und Nemanja Jovanovic.
Weber leitet sein Nico Weber Kwartett, mit dem er auch Eigenkompositionen aufführt und bereits in Katmandu auftrat; 2023 legte er mit dieser Formation sein Album Ela bei Unit Records vor. Daneben bildete er ein Trio mit Niklas Rehle und Susanne Lotter. Weiterhin gehörte er zu der Münchner Indie-Popband Stray Colors und tourte 2022 mit dem Charles Mingus Ensemble in Südafrika. 
Zudem komponiert und arrangiert Weber für verschiedene Blechbläserbesetzungen sowie für Combo und Bigband.
Weber war Finalist beim Kurt Maas Jazz Award und erhielt 2023 den Kunstförderpreis der Stadt Augsburg.